# Eccellenza 2014-2015 (rugby a 15)
L'Eccellenza 2014-15 fu l'85º campionato nazionale italiano di rugby a 15 di prima divisione.
Si tenne dal 4 ottobre 2014 al 30 maggio 2015 tra 10 squadre dopo due stagioni in cui il numero di partecipanti variò da 12 a 11 e vide la riconferma di Calvisano come club campione d'Italia per la quinta volta, seconda consecutiva e di nuovo contro Rovigo in finale come nella stagione precedente: al Battaglini i lombardi vinsero 11-10 con un uomo in meno per gran parte dell'incontro.
Come da regolamento, le due squadre prime classificate durante la stagione ebbero il vantaggio della semifinale di ritorno sul proprio campo rispettivamente contro la quarta e la terza; Rovigo, in quanto vincitore della stagione regolare, come finalista ebbe il diritto di ospitare la gara per il titolo.
A retrocedere fu la formazione di Prato de I Cavalieri, affardellata già da 4 punti di penalizzazione in classifica e incapace di vincere un singolo incontro in tutto il torneo, guadagnando solo un punto di bonus e terminando il campionato tre punti sotto zero.

## Squadre partecipanti
| Club        | Sponsor                        | Città             | Impianto interno                          |
| ----------- | ------------------------------ | ----------------- | ----------------------------------------- |
| Calvisano   | Cammi (edilizia)               | Calvisano         | Stadio San Michele                        |
| Fiamme Oro  |                                | Roma              | CS Polizia di Stato, caserma S. Gelsomini |
| I Cavalieri | Estra (servizi)                | Prato             | Stadio Enrico Chersoni                    |
| L’Aquila    | Eni (petrolchimica)            | L'Aquila          | Stadio Tommaso Fattori                    |
| S.S. Lazio  | IMA (automazione industriale)  | Roma              | CS Giulio Onesti                          |
| Mogliano    | Marchiol (materiale elettrico) | Mogliano Veneto   | Stadio Maurizio Quaggia                   |
| Petrarca    |                                | Padova            | Stadio Plebiscito e CS Memo Geremia       |
| Rovigo      | Femi-CZ (portacavi)            | Rovigo            | Stadio Mario Battaglini                   |
| San Donà    | Lafert (motori elettrici)      | San Donà di Piave | Stadio Romolo Pacifici                    |
| Viadana     |                                | Viadana           | Stadio Luigi Zaffanella                   |

## Stagione regolare

### Risultati
| 4-10-2014  | 1ª/10ª giornata          | 31-1-2015 |
| ---------- | ------------------------ | --------- |
| 22-15      | Viadana — Lazio          | 22-22     |
| 16-16      | Mogliano — San Donà      | 30-31     |
| 17-43      | L'Aquila — Calvisano     | 21-40     |
| 23-16      | Rovigo — Petrarca        | 24-6      |
| 56-0       | Fiamme Oro — I Cavalieri | 30-3      |
|            |                          |           |
| 9-11-2014  | 4ª/13ª giornata          | 14-3-2015 |
| 31-25      | Lazio — Fiamme Oro       | 21-32     |
| 52-5       | San Donà — I Cavalieri   | 35-20     |
| 3-38       | L'Aquila — Viadana       | 15-38     |
| 18-19      | Calvisano — Rovigo       | 13-44     |
| 26-21      | Petrarca — Mogliano      | 15-21     |
|            |                          |           |
| 20-12-2014 | 7ª/16ª giornata          | 11-4-2015 |
| 27-14      | Calvisano — Lazio        | 30-20     |
| 9-15       | Petrarca — San Donà      | 22-19     |
| 45-27      | Fiamme Oro — Viadana     | 23-21     |
| 15-24      | I Cavalieri — L'Aquila   | 26-45     |
| 42-17      | Mogliano — Rovigo        | 32-55     |

| 11-10-2014 | 2ª/11ª giornata        | 8-2-2015  |
| ---------- | ---------------------- | --------- |
| 26-18      | Lazio — L'Aquila       | 28-12     |
| 19-15      | San Donà — Rovigo      | 17-52     |
| 24-27      | Petrarca — Viadana     | 10-22     |
| 33-13      | Calvisano — Fiamme Oro | 55-21     |
| 12-50      | I Cavalieri — Mogliano | 7-64      |
|            |                        |           |
| 16-11-2014 | 5ª/14ª giornata        | 21-3-2015 |
| 35-11      | Rovigo — Lazio         | 52-21     |
| 39-3       | Calvisano — San Donà   | 35-24     |
| 22-12      | Mogliano — Viadana     | 13-13     |
| 0-34       | I Cavalieri — Petrarca | 0-24      |
| 34-3       | Fiamme Oro — L'Aquila  | 31-18     |
|            |                        |           |
| 4-1-2015   | 8ª/17ª giornata        | 25-4-2015 |
| 6-11       | Lazio — Petrarca       | 28-27     |
| 27-49      | L'Aquila — San Donà    | 19-35     |
| 46-0       | Viadana — I Cavalieri  | 38-8      |
| 23-20      | Mogliano — Calvisano   | 27-29     |
| 19-10      | Rovigo — Fiamme Oro    | 29-34     |

| 1/2-11-2014 | 3ª/12ª giornata         | 7-3-2015  |
| ----------- | ----------------------- | --------- |
| 36-16       | Mogliano — Lazio        | 44-8      |
| 28-6        | Viadana — San Donà      | 20-33     |
| 10-43       | I Cavalieri — Calvisano | 0-78      |
| 24-13       | Fiamme Oro — Petrarca   | 10-32     |
| 74-0        | Rovigo — L'Aquila       | 26-7      |
|             |                         |           |
| 29-11-2014  | 6ª/15ª giornata         | 28-3-2015 |
| 36-0        | Lazio — I Cavalieri     | 52-5      |
| 16-23       | San Donà — Fiamme Oro   | 20-22     |
| 11-16       | Viadana — Rovigo        | 22-32     |
| 15-16       | Petrarca — Calvisano    | 6-16      |
| 9-38        | L'Aquila — Mogliano     | 8-53      |
|             |                         |           |
| 10-1-2015   | 9ª/18ª giornata         | 9-5-2015  |
| 17-16       | San Donà — Lazio        | 33-20     |
| 41-10       | Calvisano — Viadana     | 25-25     |
| 29-12       | Petrarca — L'Aquila     | 28-14     |
| 7-54        | I Cavalieri — Rovigo    | 0-50      |
| 21-31       | Fiamme Oro — Mogliano   | 38-21     |

### Classifica
| Pos | Squadra     | G  | V  | N | P  | PF  | PS  | DP   | BMP | Pt |
| --- | ----------- | -- | -- | - | -- | --- | --- | ---- | --- | -- |
| 1   | Rovigo      | 18 | 16 | 0 | 2  | 641 | 281 | +360 | 12  | 76 |
| 2   | Calvisano   | 18 | 14 | 1 | 3  | 601 | 312 | +289 | 14  | 72 |
| 3   | Mogliano    | 18 | 11 | 2 | 5  | 584 | 352 | +232 | 12  | 60 |
| 4   | Fiamme Oro  | 18 | 11 | 0 | 7  | 487 | 398 | +89  | 8   | 52 |
| 5   | San Donà    | 18 | 10 | 1 | 7  | 440 | 418 | +22  | 8   | 50 |
| 6   | Viadana     | 18 | 8  | 3 | 7  | 442 | 353 | +89  | 8   | 46 |
| 7   | Petrarca    | 18 | 8  | 0 | 10 | 347 | 298 | +49  | 11  | 43 |
| 8   | S.S. Lazio  | 18 | 6  | 1 | 11 | 391 | 450 | −59  | 6   | 32 |
| 9   | L’Aquila    | 18 | 2  | 0 | 16 | 272 | 651 | −379 | 2   | 10 |
| 10  | I Cavalieri | 18 | 0  | 0 | 18 | 120 | 811 | −691 | −3  | −3 |

## Play-off
|  | Semifinali | Semifinali | Semifinali | Semifinali | Semifinali |  |  | Finale    | Finale    | Finale |  |
|  |            |            |            |            |            |  |  |           |           |        |  |
|  | 4          | Fiamme Oro | 31         | 10         | 41         |  |  |           |           |        |  |
|  | 1          | Rovigo     | 33         | 17         | 50         |  |  | Rovigo    | Rovigo    | 10     |  |
|  | 3          | Mogliano   | 15         | 24         | 39         |  |  | Calvisano | Calvisano | 11     |  |
|  | 2          | Calvisano  | 30         | 23         | 53         |  |  |           |           |        |  |

### Semifinali
| Arbitro: | Elia Rizzo (Ferrara) |

|                                      |      |                                                              |
| tecnica 31’ Sapuppo 77’ Ceglie 80+3’ | mt   | 13’ Roan 35’ Rodríguez 46’ Boggiani 51’ v. Niekerk 65’ Ferro |
| Benetti 31’ Canna 80+3’              | tr   | 13’, 46’, 51’, 65’ Basson                                    |
| Benetti 18’, 38’, 40’, 55’           | c.p. |                                                              |

| Arbitro: | Carlo Damasco (Napoli) |

|                              |      |                                           |
| Halvorsen 50’ Filippucci 66’ | mt   | 34’ M. Violi 44’ Costanzo                 |
| Barraud 50’                  | tr   | 34’ Seymour                               |
| Barraud 29’                  | c.p. | 3’, 7’, 40’, 60’ Seymour 74’, 78’ Buscema |

| Arbitro: | Giuseppe Vivarini (Padova) |

|                      |      |             |
| McCann 36’           | mt   | 65’ Cerqua  |
|                      | tr   | 65’ Benetti |
| Basson 10’, 40’, 49’ | c.p. | 35’ Benetti |
| Rodríguez 13’        | drop |             |

| Arbitro: | Matteo Liperini (Livorno) |

|                          |      |                                |
| Di Giulio 51’ Mbanda 74’ | mt   | 17’ E. Ceccato 29’, 80’ v. Zyl |
| Seymour 51’, 74’         | tr   | 17’, 29’, 80’ Barraud          |
| Seymour 21’, 40’, 40+1’  | c.p. | 44’ Barraud                    |

### Finale
| Arbitro: | Marius Mitrea (Treviso) |

| |              | |
| Mahoney 78’ | mt           | 17’ Di Giulio |
| Basson 78’ | tr           | |
| Basson 44’ | c.p.         | 4’, 37’ Seymour |
| · Basson · 61’ Menon · Majstorović · v. Niekerk · McCann · Rodríguez · Bronzini · 73’ Quaglio · 55’-65’ E. Ceccato · 61’ 73’ Roan · Boggiani · Ferro (c) · Ruffolo · Caffini · 59’ De Marchi | Formazioni   | · Chiesa · Di Giulio 29’ · Bergamo 79’ · Castello (c) 66’ · Rokobaro · Seymour · M. Violi · Morelli · Ferraro · Costanzo 27’ · Cavalieri · Beccaris · Belardo · Mbanda · Steyn |
| · 61’ Ravalle · 59’ E. Lubian · 61’ Mahoney | Sostituzioni | · 66’ de Jager · 79’ Buscema · 29’ Panico |
| Filippo Frati | Allenatori   | Gianluca Guidi |

## Verdetti
- Calvisano: campione d'Italia;
- Rovigo, Calvisano, Mogliano e Fiamme Oro: qualificate all'European Challenge Cup Qualifying Competition 2015-16;
- I Cavalieri: retrocessa in serie A.